# Ортодоксальний юдаїзм
Ортодоксальний юдаїзм — загальна назва кількох течій в юдаїзмі, прихильники яких, з історичної точки зору, продовжувачі єврейського релігійного світогляду, остаточно сформувався в епоху Пізнього Середньовіччя і на початку епохи Нового часу. Центральне місце в релігійній концепції ортодоксального юдаїзму займає Галаха в тому вигляді, в якому вона зафіксована в Усному Законі (в Мішні і Гемаре, тобто в Талмуді) і кодифікована у зводі Шулхан арух.

## Основні риси
- Юдаїзм пропонує всім людям і народам прийняти необхідний мінімум моральних зобов'язань, що накладаються Біблією на все людство: у той час як єврей зобов'язаний дотримуватися всіх 613 витягнутих з П'ятикнижжя приписів (міцвот), неєврей, який вважається учасником завіту, укладеного Богом з Ноєм (Буття 9:9), зобов'язаний виконувати лише сім законів Ноєвих синів[2]. У той же час, сучасний юдаїзм принципово не займається місіонерством, тобто не прагне до прозелітизму (на івриті — гіюр) і розглядається євреями як їхня національна релігія.
- Прихильники юдаїзму вважають, що юдаїзм першим в історії людства проголосив монотеїзм[3], поглиблений вчення про створення людини Богом за Своїм прикладом (єврейська концепція «Боголюдини») — наслідком чого є любов Бога до людини, прагнення Бога просунути й допомогти людині та впевненість у кінцевій перемозі Добра. Це вчення дало і дає привід до найглибших філософських і релігійних прозрінь, виявляючи глибину свого змісту протягом століть все з нових і нових боків.
- Твердження про Бога як абсолютно Досконалого, з абсолютним Розумом і Всемогутністю, але і джерело Доброти, Любові і Справедливості, Котрий виступає по відношенню до людини не тільки як Творець, але і як Батько.
- Твердження про життя як про Діалог Бога і Людини, — ведеться як на рівні індивідуума, так і на рівні народу (прояв Провидіння в національній історії) і на рівні всього людства як єдиного цілого".
- Учення про абсолютну цінность Людини (як індивіда, так і народів і також всього людства в цілому) — як безсмертної духовного істоти, створену Богом за Своїм образом, учення про ідеальне призначення людини, що полягає в нескінченному, всебічному, духовному вдосконаленні.
- Учення про рівність усіх людей у ставленні до Бога: кожна людина є Божим Сином, кожному відкрита дорога  вдосконалення до з'єднання з Богом, усім людям даються засоби для досягнення цього призначення — вільна воля і божественна допомога.
- При цьому у єврейського народу є особлива Місія (тобто Обраність), яка полягає в тому, щоб донести ці Божественні істини до людства і через це допомогти людству наблизитися до Бога. Для реалізації цієї задачі Бог уклав з єврейським народом Заповіт і дав йому заповіді. Божественний Заповіт не можна скасувати; і він накладає на єврейський народ вищий рівень відповідальності.
- Учення про повне панування духовного начала над матерією, але при цьому духовної цінності також і матеріального світу: Бог — безумовний Владика матерії, як її Творець: і Він вручив Людині панування над матеріальним світом, щоб через матеріальне тіло і в матеріальному світі здійснити своє ідеальне призначення;
- Учення про прихід Машиаха (Месії, слово походить від івр. מָשִׁיחַ, «помазаник», тобто цар), коли «И перекуют мечи свои на орала и копья свои — на серпы; не поднимет народ меча на народ, и не будут больше учиться воевать … и наполнится вся земля познанием Господа» ([[|Ис]] 2:4).

Машиах є царем, прямим нащадком царя Давида, і, відповідно до юдейської традиції, повинен бути помазаний на царство пророком Ілією (Еліяху), котрий був узятий на небо живим.
- Учення про воскресіння з мертвих в кінці днів (есхатологія), тобто віра в те, що в певний час мертві будуть оживлені у плоті і будуть жити на землі.

Про воскресіння з мертвих говорили багато єврейські пророки, такі як Єзекіїль (Йехезкель), Данило (Даніель) та ін Так, пророк Даниїл говорить про це так: «І багато-хто з тих, що сплять у земному порросі, збудяться, одні на вічне життя, а одні на наруги, на вічну гидоту.» (Дан 12:2).

## Етапи формування
Як релігійна течія ортодоксальний юдаїзм склався у першій половині XIX століття як реакція на виникнення реформізму в юдаїзмі, поширення Хаскали і секуляризацію єврейського життя в ході емансипації. Термін «ортодокс» вперше виник наприкінці XVIII ст. і служив в устах освічених євреїв Німеччини презирливим прізвиськом противників змін у релігійному та суспільному житті єврейства; самі противники таких змін називали себе йереим (`богобоязливі`) або харедим (`тріпотіли(мається на увазі перед Всевишнім)`) і лише з середини XIX ст. стали іменувати себе також ортодоксами. Наприкінці XIX ст., коли сформувалося ортодоксальна течія в єврействі Східної Європи, його адепти називали себе адуким (`побожні`) або датиим (`релігійні`) в протилежність хофшим (`вільнодумні`). Ці назви прищепилися потім і в Ізраїлі, де переважна більшість традиційного єврейства було ортодоксальним. Після утворення єврейської держави у вжиток увійшло протиставлення датиим — хилоним (`світські`).

## Течії
Ортодоксальний юдаїзм в середовищі російськомовних євреїв Ізраїлю представлений найрізноманітнішими напрямками: «литовська школа» (наприклад, організація Толдот Єшурун, заснована р. Іцхаком Зильбером), ХаБаД (наприклад, організація «Шамір»), «релігійний сіонізм» (наприклад, організація «Маханаїму»), хасидизм бреславського і карлін-столінського напрями та багато інших.

### Литваки
Представники найбільш класичного напряму в ашкеназької гілки сучасного юдаїзму, хронологічно з'явилися раніше хасидизму і релігійного сіонізму. Називаються литваками, так як основні духовні центри — ієшиви перебували, аж до Другої світової війни, переважно в Литві.
Литваки є послідовниками Віленського Гаона раббі Еліягу бен Шлоймэ Залмана, який очолював активну опозицію хасидизму. Прихильники хасидизму дали своїм супротивникам назва миснагдим (спротівленці, івр. в ашкеназской вимові).

### Хасидизм
Релігійно-містичний рух, що виник у XVIII столітті. У даний час центри хасидизму розташовані в Ізраїлі, США, Україні.

### Нетурей карто
Рух в юдаїзмі, який активно виступає проти сіонізму та існування держави Ізраїль.

### Ортодоксальний модернізм
Ортодоксальний модернізм дотримується всіх принципів ортодоксального юдаїзму, при цьому інтегрує їх із сучасною культурою і цивілізацією, а також з релігійним розумінням сіонізму. В Ізраїлі його послідовниками є понад половини ортодоксально-релігійного єврейського населення.
У XIX столітті початкові форми «Ортодоксального модернізму» створили рабини Азріель Хильдесхаймер (1820—1899) і Шимшон-Рафаель Гірш (1808—1888), які проголосили принцип Тора ве дэрех ерец — гармонійне поєднання Тори з навколишнім (сучасним) світом.

#### Релігійний сіонізм
Інший напрям «Ортодоксального модернізму» — релігійний сіонізм — було створено в 1850 році р. Цві Калишером, а потім на початку XX століття розроблено р. Авраамом-Іцхаком Куком.
У другій половині XX століття головні ідеологи руху р. Цві-Иехуда Кук (Ізраїль) і р. Йосеф-Дов Соловейчик (США).
Сьогодні представники р. Авраам Шапира (помер в 2007 р.), р. Мордехай Елон, р. Соломон Рискин, р. Йегуда Амиталь, р. Аарон Ліхтенштейн (Ізраїль).
У російськомовній єврейській громаді принципами релігійного сіонізму слід організація «Маханаїму» на чолі з р. Зеєв Дашевський і Пинхасом Полонським.